# 労働新聞 (朝鮮労働党)
労働新聞（ろうどうしんぶん、漢字:勞動新聞 朝: 로동신문〈ロドンシンムン〉）は、朝鮮民主主義人民共和国の執権政党である朝鮮労働党中央委員会の日刊機関紙。発行元は平壌市中区域に事務所を置く労働新聞社（로동신문사）である。
なお、韓国では頭音法則により「노동신문」と書き、「ノドンシンムン」と発音する。

## 概要

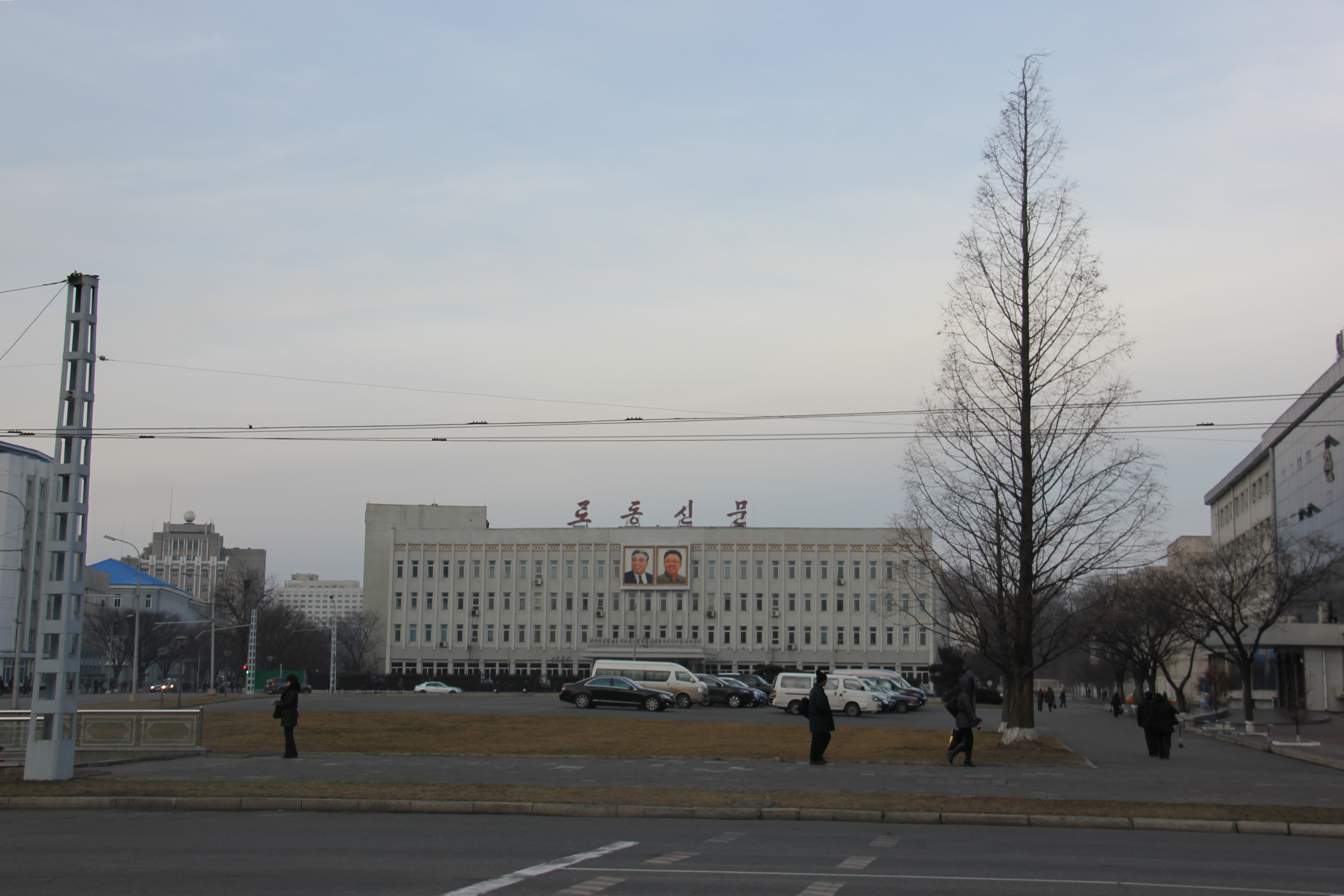
労働新聞社の本社ビル、平壌直轄市中区域

厳密には朝鮮労働党中央委員会が発行する党機関紙で国営メディアではないが、政府機関紙の『民主朝鮮』よりも高い権威付けが行われており、その内容は当局の公式見解として扱われている。朝鮮民主主義人民共和国を代表する日刊紙であり、地下鉄駅など公共の場にも掲示されている。
判型はブランケット判。労働新聞には国外向けと国内向けの2種があり、国外向けのものにはカラー写真も掲載されるが、国内向けのものはわら半紙のような紙に印刷されている。紙面は横書き。同国の公式的な方針に従い漢字は使われない。題字は毛筆体である。
党機関紙だが党員ではなく国民全体に購読義務が課されており、職場など所属単位ごとに主要記事を読む「読報会」が開かれている。
金正日政権発足直後の1995年から金正恩政権発足直後の2012年までは毎年1月1日に「新年共同社説」を掲載していた。これは労働新聞と金日成社会主義青年同盟の機関紙『青年前衛』と人民武力省の機関紙『朝鮮人民軍』が同じ社説を発表し、この中で毎年のスローガンや施政方針が示される。また、内閣など中央政府の総合機関紙『民主朝鮮』との共同社説がある。
この伝統は2012年まで続き、2013年からは金正恩が朝鮮中央テレビの録画放送による「新年の辞」を復活させた。
『労働新聞』の1946年から2019年までの記事リストは、韓国統一部傘下の北朝鮮資料センターのホームページで見ることができる。

## 紙面構成
通常は6面構成であるが、大きい政治イベントがあったときはページ数が増やされる。
- 1面…内外の重要なニュースや社説、党総書記・国務委員会委員長である金正恩の動向（社説については国内向けの朝鮮中央放送、国外向けの平壌放送（朝鮮語のみ）、朝鮮の声放送（朝鮮語以外の言語）の各電波媒体でも要約が放送される）
- 2面…思想教養記事
- 3面…国内の経済記事
- 4面…国内外のニュース
- 5面…韓国関連記事
- 6面…日本や米国など諸外国の記事（ここに掲載される論評は『労働新聞論評ダイジェスト』としてラジオ放送等で紹介される）

なお、ムックのような付録を発行することもある。

## 沿革

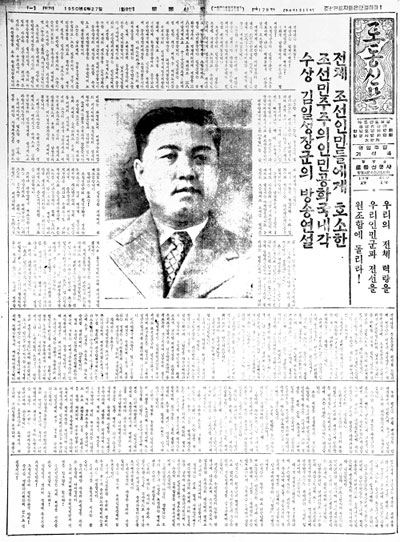
1950年6月27日付

- 1945年11月1日 - 朝鮮共産党北部朝鮮分局機関紙『正路』として創刊[6][7]
- 1946年9月1日 - 朝鮮新民党の『前進』を統合して『労働新聞』に改題[8][6]
- 2011年2月16日 - ウェブサイト開設[9]

## 労働新聞社
労働新聞社は、平壌直轄市中区域の烽火駅東方約400mの解放山通り沿いに社屋を構える。無軌条電車の平壌ホテル前にある停留場（停留場名不明）からも近く車窓から社屋を望むことができる。
北京、モスクワ、ハバナなどに支局を置いている。